# ATP World Tour Finals 2011

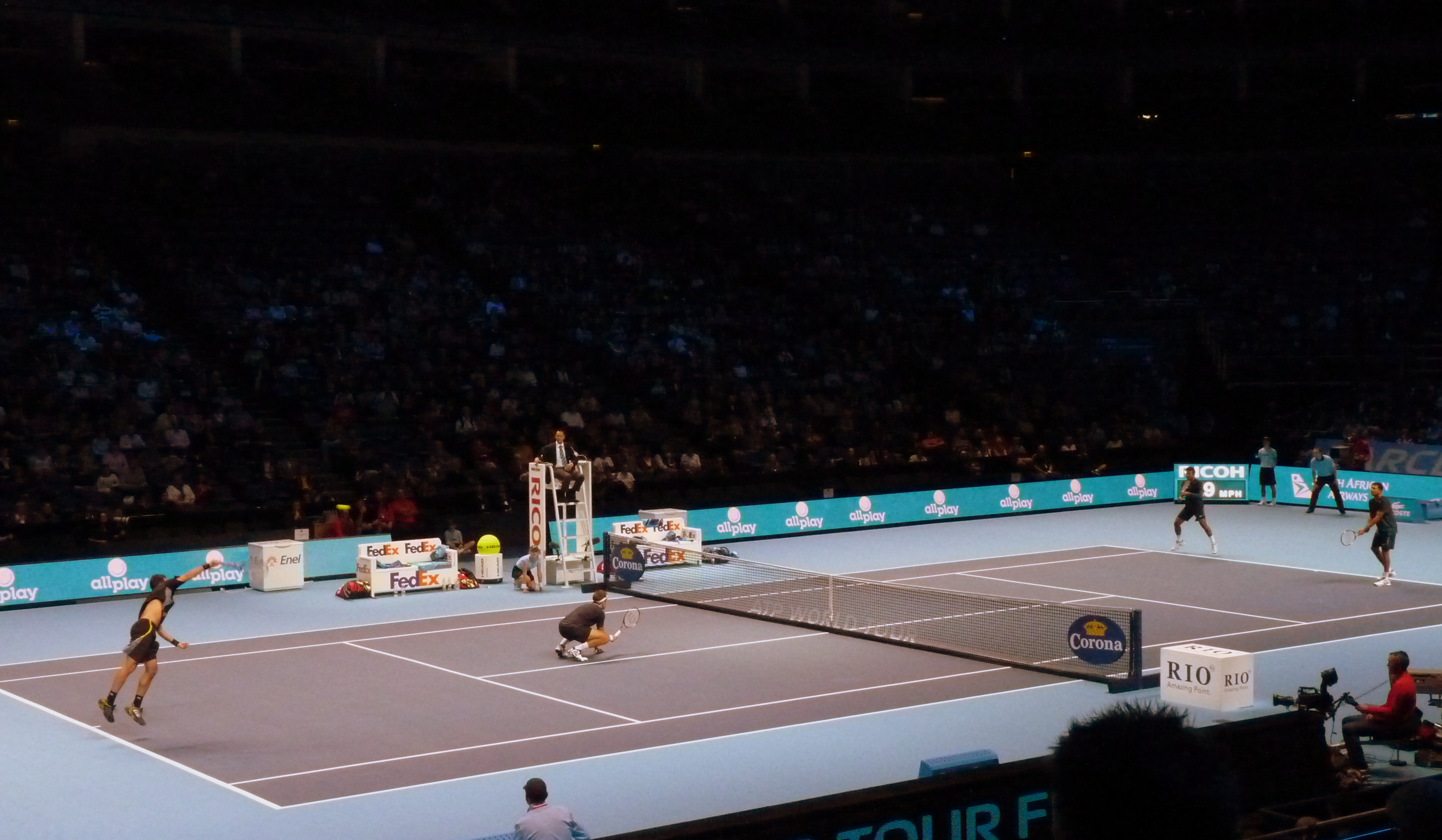
Dobles en las Finales ATP World Tour 2011

La ATP World Tour Finals Londres 2011 fue la XLII.ª edición de la ATP World Tour Finals. Se celebró en Londres (Reino Unido) entre el 20 y el 27 de noviembre de 2011.

## Individuales

### Jugadores clasificados
| Jugador            | Puntos ATP Race |
| ------------------ | --------------- |
| Novak Djokovic     | 13475           |
| Rafael Nadal       | 9375            |
| Andy Murray        | 7380            |
| Roger Federer      | 6670            |
| David Ferrer       | 4680            |
| Jo-Wilfried Tsonga | 3535            |
| Tomáš Berdych      | 3300            |
| Mardy Fish         | 2965            |
| Janko Tipsarević   | 2395            |
| Nicolás Almagro    | 2380            |

| Jugadores clasificados |
| Jugadores suplentes    |

### Fase de grupos

#### Grupo A
| N.º | Jugador          |
| --- | ---------------- |
| 1   | Novak Djokovic   |
| 3   | Andy Murray      |
| 5   | David Ferrer     |
| 7   | Tomáš Berdych    |
| 9   | Janko Tipsarević |

##### Posiciones
| #  | Jugador          | Partidos ganados | Partidos perdidos | Sets ganados | Sets perdidos | Juegos ganados | Juegos perdidos | % juegos ganados |
| -- | ---------------- | ---------------- | ----------------- | ------------ | ------------- | -------------- | --------------- | ---------------- |
| 1. | Tomáš Berdych    | 2                | 1                 | 5            | 4             | 46             | 43              | 51.69            |
| 2. | David Ferrer     | 2                | 1                 | 5            | 2             | 37             | 29              | 56.06            |
| 3. | Novak Djokovic   | 1                | 2                 | 3            | 5             | 32             | 42              | 43.24            |
| 4. | Janko Tipsarević | 1                | 1                 | 3            | 3             | 30             | 27              | 52.63            |
| 5. | Andy Murray (wd) | 0                | 1                 | 0            | 2             | 9              | 13              | 40.90            |

##### Resultados
| Fecha    | Hora¹ | Partido        | Partido | Partido          | Resultado        |
| -------- | ----- | -------------- | ------- | ---------------- | ---------------- |
| 21.11.11 | 14:00 | Andy Murray    | -       | David Ferrer     | 4-6, 5-7         |
| 21.11.11 | 20:00 | Novak Djokovic | -       | Tomáš Berdych    | 3-6, 6-3, 7-6(3) |
| 23.11.11 | 14:00 | Tomáš Berdych  | -       | Janko Tipsarević | 2-6, 6-3, 7-6(6) |
| 23.11.11 | 20:00 | Novak Djokovic | -       | David Ferrer     | 3-6, 1-6         |
| 25.11.11 | 14:00 | Novak Djokovic | -       | Janko Tipsarević | 6-3, 3-6, 3-6    |
| 25.11.11 | 20:00 | David Ferrer   | -       | Tomáš Berdych    | 6-3, 5-7, 1-6    |

- (¹) -  Hora local de Londres (UTC +0)

#### Grupo B
| N.º | Jugador            |
| --- | ------------------ |
| 2   | Rafael Nadal       |
| 4   | Roger Federer      |
| 6   | Jo-Wilfried Tsonga |
| 8   | Mardy Fish         |

##### Posiciones
| #  | Jugador            | Partidos ganados | Partidos perdidos | Sets ganados | Sets perdidos | Juegos ganados | Juegos perdidos | % juegos ganados |
| -- | ------------------ | ---------------- | ----------------- | ------------ | ------------- | -------------- | --------------- | ---------------- |
| 1. | Roger Federer      | 3                | 0                 | 6            | 2             | 41             | 25              | 62.12            |
| 2. | Jo-Wilfried Tsonga | 2                | 1                 | 5            | 3             | 42             | 36              | 53.85            |
| 3. | Rafael Nadal       | 1                | 2                 | 3            | 5             | 34             | 43              | 44.16            |
| 4. | Mardy Fish         | 0                | 3                 | 2            | 6             | 31             | 44              | 41.33            |

##### Resultados
| Fecha    | Hora¹ | Partido            | Partido | Partido            | Resultado        |
| -------- | ----- | ------------------ | ------- | ------------------ | ---------------- |
| 20.11.11 | 14:00 | Roger Federer      | -       | Jo-Wilfried Tsonga | 6-2, 2-6, 6-4    |
| 20.11.11 | 20:00 | Rafael Nadal       | -       | Mardy Fish         | 6-2, 3-6, 7-6(3) |
| 22.11.11 | 14:00 | Jo-Wilfried Tsonga | -       | Mardy Fish         | 7-6(4), 6-1      |
| 22.11.11 | 20:00 | Rafael Nadal       | -       | Roger Federer      | 3-6, 0-6         |
| 24.11.11 | 14:00 | Roger Federer      | -       | Mardy Fish         | 6-1, 3-6, 6-3    |
| 24.11.11 | 20:00 | Rafael Nadal       | -       | Jo-Wilfried Tsonga | 6-7(2), 6-4, 3-6 |

- (¹) -  Hora local de Londres (UTC +0)

### Fase final

#### Semifinales
| Fecha    | Hora¹ | Partido       | Partido | Partido            | Resultado |
| -------- | ----- | ------------- | ------- | ------------------ | --------- |
| 26.11.11 | 14:00 | Roger Federer | -       | David Ferrer       | 7-5, 6-3  |
| 26.11.11 | 20:00 | Tomáš Berdych | -       | Jo-Wilfried Tsonga | 3-6, 5-7  |

#### Final
| Fecha    | Hora¹ | Partido       | Partido | Partido            | Resultado        |
| -------- | ----- | ------------- | ------- | ------------------ | ---------------- |
| 27.11.11 | 17:30 | Roger Federer | -       | Jo-Wilfried Tsonga | 6-3, 6-7(6), 6-3 |

- (¹) -  Hora local de Londres (UTC +0)

|  | Semifinales | Semifinales        | Semifinales | Semifinales        | Semifinales |   |               | Final | Final | Final | Final | Final |  |
|  |             |                    |             |                    |             |   |               |       |       |       |       |       |  |
|  |             |                    |             |                    |             |   |               |       |       |       |       |       |  |
|  | 4           | Roger Federer      | 7           | 6                  |             |   |               |       |       |       |       |       |  |
|  | 4           | Roger Federer      | 7           | 6                  |             |   |               |       |       |       |       |       |  |
|  | 5           | David Ferrer       | 5           | 3                  |             |   |               |       |       |       |       |       |  |
|  | 5           | David Ferrer       | 5           | 3                  |             | 4 | Roger Federer | 6     | 6     | 6     |       |       |  |
|  |             |                    |             |                    |             | 4 | Roger Federer | 6     | 6     | 6     |       |       |  |
|  |             |                    | 6           | Jo-Wilfried Tsonga | 3           | 7 | 3             |       |       |       |       |       |  |
|  | 7           | Tomáš Berdych      | 6           | Jo-Wilfried Tsonga | 3           | 7 | 3             | 3     | 5     |       |       |       |  |
|  | 7           | Tomáš Berdych      |             |                    |             |   |               | 3     | 5     |       |       |       |  |
|  | 6           | Jo-Wilfried Tsonga | 6           | 7                  |             |   |               |       |       |       |       |       |  |
|  | 6           | Jo-Wilfried Tsonga | 6           | 7                  |             |   |               |       |       |       |       |       |  |
|  |             |                    |             |                    |             |   |               |       |       |       |       |       |  |

## Dobles

### Jugadores clasificados
| Pareja                                 | Puntos ATP Race |
| -------------------------------------- | --------------- |
| Bob Bryan / Mike Bryan                 | 10100           |
| Michael Llodra / Nenad Zimonjic        | 7300            |
| Daniel Nestor / Max Mirnyi             | 7180            |
| Mahesh Bhupathi / Leander Paes         | 4770            |
| Robert Lindstedt / Horia Tecau         | 4240            |
| Rohan Bopanna / Aisam-Ul-Haq Qureshi   | 4250            |
| Jurgen Melzer / Philipp Petzschner     | 4010            |
| Mariusz Fyrstenberg / Marcin Matkowski | 3650            |
| Eric Butorac / Jean-Julien Rojer       | 3150            |
| Marcelo Melo / Bruno Soares            | 2345            |

| Parejas clasificadas |
| Parejas suplentes    |

### Fase de grupos

#### Grupo A
| N.º | Jugadores                        |
| --- | -------------------------------- |
| 1   | Bob Bryan Mike Bryan             |
| 4   | Mahesh Bhupathi Leander Paes     |
| 5   | Robert Lindstedt Horia Tecau     |
| 7   | Jurgen Melzer Philipp Petzschner |

##### Posiciones
| #  | Pareja                           | Partidos ganados | Partidos perdidos | Sets ganados | Sets perdidos | Juegos ganados | Juegos perdidos | % juegos ganados |
| -- | -------------------------------- | ---------------- | ----------------- | ------------ | ------------- | -------------- | --------------- | ---------------- |
| 1. | Mahesh Bhupathi Leander Paes     | 2                | 1                 | 4            | 2             | 32             | 27              | 54.24            |
| 2. | Bob Bryan Mike Bryan             | 2                | 1                 | 4            | 3             | 32             | 27              | 54.24            |
| 3. | Jurgen Melzer Philipp Petzschner | 1                | 2                 | 3            | 4             | 32             | 34              | 48.48            |
| 4. | Robert Lindstedt Horia Tecau     | 1                | 2                 | 2            | 4             | 23             | 31              | 42.59            |

##### Resultados
| Fecha    | Hora¹ | Partido                      | Partido | Partido                          | Resultado         |
| -------- | ----- | ---------------------------- | ------- | -------------------------------- | ----------------- |
| 21.11.11 | 12:15 | Mahesh Bhupathi/Leander Paes | -       | Robert Lindstedt/Horia Tecau     | 6-7(6), 1-6       |
| 21.11.11 | 18:15 | Bob Bryan/Mike Bryan         | -       | Jurgen Melzer/Philipp Petzschner | 6-7(4), 7-5, 10-7 |
| 23.11.11 | 12:15 | Mahesh Bhupathi/Leander Paes | -       | Jurgen Melzer/Philipp Petzschner | 7-5, 6-3          |
| 23.11.11 | 18:15 | Bob Bryan/Mike Bryan         | -       | Robert Lindstedt/Horia Tecau     | 6-1, 6-2          |
| 25.11.11 | 12:15 | Robert Lindstedt/Horia Tecau | -       | Jurgen Melzer/Philipp Petzschner | 3-6, 4-6          |
| 25.11.11 | 18:15 | Bob Bryan/Mike Bryan         | -       | Mahesh Bhupathi/Leander Paes     | 4-6, 2-6          |

- (¹) -  Hora local de Londres (UTC +0)

### Fase de grupos

#### Grupo B
| N.º | Jugadores                            |
| --- | ------------------------------------ |
| 2   | Michael Llodra Nenad Zimonjic        |
| 3   | Daniel Nestor Max Mirnyi             |
| 6   | Rohan Bopanna Aisam-Ul-Haq Qureshi   |
| 8   | Mariusz Fyrstenberg Marcin Matkowski |

##### Posiciones
| #  | Pareja                               | Partidos ganados | Partidos perdidos | Sets ganados | Sets perdidos | Juegos ganados | Juegos perdidos | % juegos ganados |
| -- | ------------------------------------ | ---------------- | ----------------- | ------------ | ------------- | -------------- | --------------- | ---------------- |
| 1. | Daniel Nestor Max Mirnyi             | 3                | 0                 | 6            | 2             | 35             | 28              | 55.56            |
| 2. | Mariusz Fyrstenberg Marcin Matkowski | 2                | 1                 | 4            | 3             | 31             | 26              | 54.39            |
| 3. | Michael Llodra Nenad Zimonjic        | 1                | 2                 | 4            | 4             | 33             | 32              | 50.77            |
| 4. | Rohan Bopanna Aisam-Ul-Haq Qureshi   | 0                | 3                 | 1            | 6             | 24             | 37              | 39.34            |

##### Resultados
| Fecha    | Hora¹ | Partido                            | Partido | Partido                              | Resultado         |
| -------- | ----- | ---------------------------------- | ------- | ------------------------------------ | ----------------- |
| 20.11.11 | 12:15 | Daniel Nestor/Max Mirnyi           | -       | Rohan Bopanna/Aisam-Ul-Haq Qureshi   | 7-6(2), 4-6, 11-9 |
| 20.11.11 | 18:15 | Michael Llodra/Nenad Zimonjic      | -       | Mariusz Fyrstenberg/Marcin Matkowski | 4-6, 7-5, 9-11    |
| 22.11.11 | 12:15 | Michael Llodra/Nenad Zimonjic      | -       | Rohan Bopanna/Aisam-Ul-Haq Qureshi   | 7-6(6), 6-3       |
| 22.11.11 | 18:15 | Daniel Nestor/Max Mirnyi           | -       | Mariusz Fyrstenberg/Marcin Matkowski | 6-4, 6-3          |
| 24.11.11 | 12:15 | Rohan Bopanna/Aisam-Ul-Haq Qureshi | -       | Mariusz Fyrstenberg/Marcin Matkowski | 2-6, 1-6          |
| 24.11.11 | 18:15 | Michael Llodra/Nenad Zimonjic      | -       | Daniel Nestor/Max Mirnyi             | 6-4, 3-6, 7-10    |

- (¹) -  Hora local de Londres (UTC +0)

### Fase Final

#### Semifinales
| Fecha    | Hora¹ | Partido                      | Partido | Partido                              | Resultado      |
| -------- | ----- | ---------------------------- | ------- | ------------------------------------ | -------------- |
| 26.11.11 | 12:15 | Max Mirnyi/Daniel Nestor     | -       | Bob Bryan/Mike Bryan                 | 7-6(6), 6-4    |
| 26.11.11 | 18:15 | Mahesh Bhupathi/Leander Paes | -       | Mariusz Fyrstenberg/Marcin Matkowski | 4-6, 6-4, 6-10 |

#### Final
| Fecha    | Hora¹ | Partido                  | Partido | Partido                              | Resultado |
| -------- | ----- | ------------------------ | ------- | ------------------------------------ | --------- |
| 27.11.11 | 15:30 | Max Mirnyi/Daniel Nestor | -       | Mariusz Fyrstenberg/Marcin Matkowski | 7-5, 6-3  |

- (¹) -  Hora local de Londres (UTC +0)

|  | Semifinales | Semifinales                          | Semifinales | Semifinales                          | Semifinales |   |                          | Final | Final | Final | Final | Final |  |
|  |             |                                      |             |                                      |             |   |                          |       |       |       |       |       |  |
|  |             |                                      |             |                                      |             |   |                          |       |       |       |       |       |  |
|  | 3           | Max Mirnyi Daniel Nestor             | 7           | 6                                    |             |   |                          |       |       |       |       |       |  |
|  | 3           | Max Mirnyi Daniel Nestor             | 7           | 6                                    |             |   |                          |       |       |       |       |       |  |
|  | 1           | Bob Bryan Mike Bryan                 | 6           | 4                                    |             |   |                          |       |       |       |       |       |  |
|  | 1           | Bob Bryan Mike Bryan                 | 6           | 4                                    |             | 3 | Max Mirnyi Daniel Nestor | 7     | 6     |       |       |       |  |
|  |             |                                      |             |                                      |             | 3 | Max Mirnyi Daniel Nestor | 7     | 6     |       |       |       |  |
|  |             |                                      | 8           | Mariusz Fyrstenberg Marcin Matkowski | 5           | 3 |                          |       |       |       |       |       |  |
|  | 4           | Mahesh Bhupathi Leander Paes         | 8           | Mariusz Fyrstenberg Marcin Matkowski | 5           | 3 | 4                        | 6     | [6]   |       |       |       |  |
|  | 4           | Mahesh Bhupathi Leander Paes         |             |                                      |             |   | 4                        | 6     | [6]   |       |       |       |  |
|  | 8           | Mariusz Fyrstenberg Marcin Matkowski | 6           | 4                                    | [10]        |   |                          |       |       |       |       |       |  |
|  | 8           | Mariusz Fyrstenberg Marcin Matkowski | 6           | 4                                    | [10]        |   |                          |       |       |       |       |       |  |
|  |             |                                      |             |                                      |             |   |                          |       |       |       |       |       |  |

| Predecesor: Londres 2010 | ATP World Tour Finals 2011 | Sucesor: Londres 2012 |